# Morris Hirsch

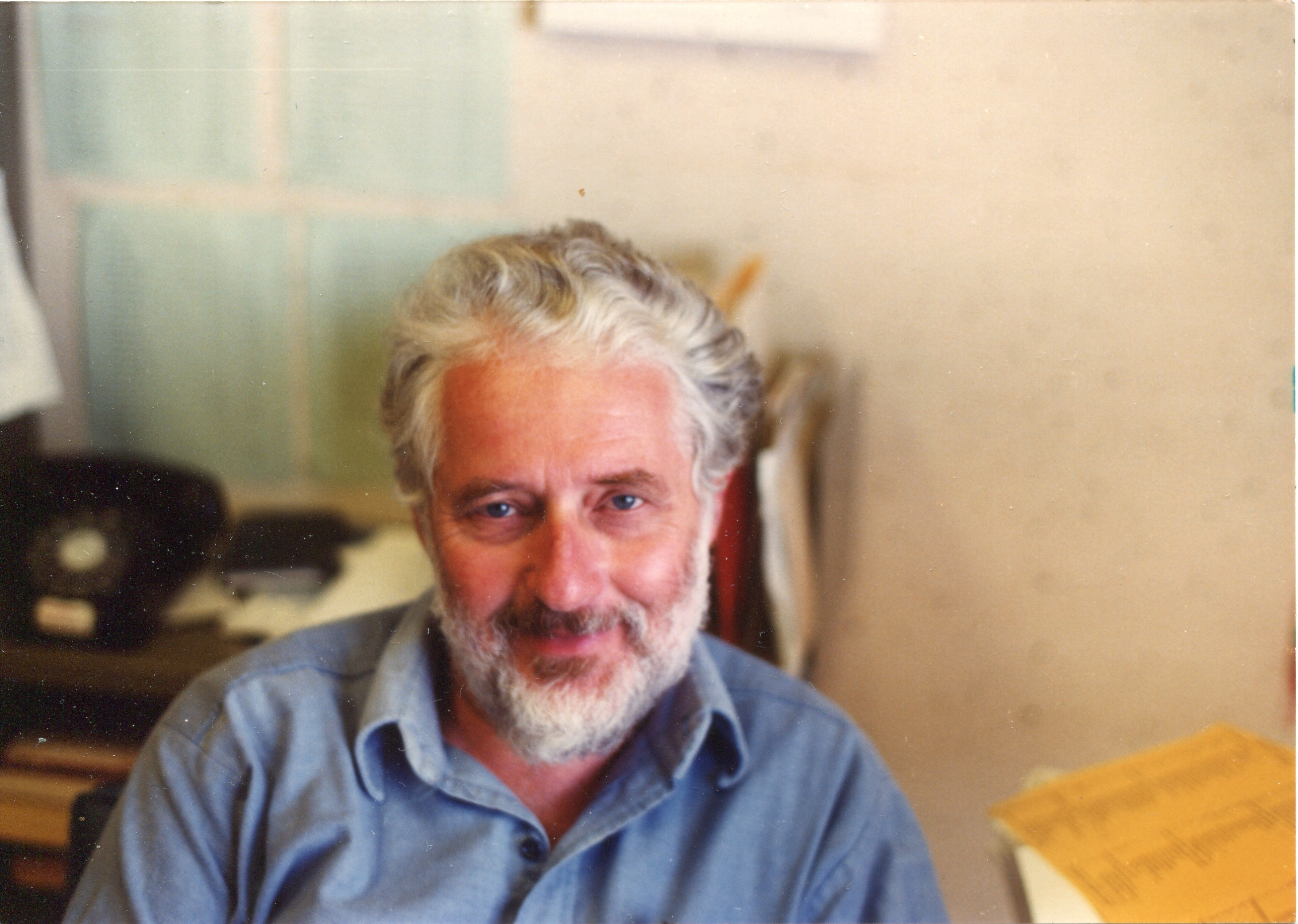
Morris W. Hirsch, Berkeley 1986

Morris William Hirsch (* 28. Juni 1933 in Chicago) ist ein US-amerikanischer Mathematiker.
Hirsch wurde 1958 an der University of Chicago bei Edwin Spanier und Stephen Smale promoviert (Titel der Dissertation: Immersions of Manifolds). Seit den 1960er-Jahren war er Professor an der University of California, Berkeley, wo er inzwischen emeritiert ist. Dort arbeitete er unter anderem mit Smale über Topologie (Hirsch-Smale-Theorie) und Dynamische Systeme.
Zu seinen Doktoranden zählen William Thurston und William Goldman.
1964 war er Sloan Research Fellow und 1972 Miller Fellow. 1966 war er Gastredner auf dem Internationalen Mathematikerkongress in Moskau (Glättungen von stückweise linearen Mannigfaltigkeiten). Er ist Fellow der American Mathematical Society.

## Schriften
- mit Stephen Smale: Differential equations, dynamical systems and linear algebra (= Pure and Applied Mathematics. 60). Academic Press, New York NY u. a. 1974, ISBN 0-12-349550-4 (Ab 2. Auflage, mit: Stephen Smale, Robert L. Devaney: Differential equations, dynamical systems, and an introduction to chaos. 2nd edition, revised. Elsevier – Academic Press, Amsterdam u. a. 2004, ISBN 0-12-349703-5).
- mit Barry Mazur: Smoothings of piecewise linear manifolds (= Annals of Mathematics Studies. 80, ISSN 0066-2313). Princeton University Press u. a., Princeton NJ u. a. 1974.
- Differential Topology (= Graduate Texts in Mathematics. 33). Springer, New York NY u. a. 1976, ISBN 0-387-90148-5.
- mit Charles C. Pugh, Michael Shub: Invariant Manifolds (= Lecture Notes in Mathematics. 583). Springer, Berlin u. a. 1977, ISBN 3-540-08148-8.